# TaleWorlds
TaleWorlds est le nom commercial de İkisoft Yazılım, entreprise turque de développement de jeux vidéo. La société développe des jeux pour PC sous la marque "TaleWorlds Entertainment" depuis 2005 et a sorti son premier jeu, Mount and Blade, en septembre 2008. Le studio de développement est hébergé dans les locaux de l'Université technique du Moyen-Orient à Ankara.
TaleWorlds Entertainment a été fondée par Armağan Yavuz, diplômé en génie informatique à l'Université de Bilkent . La société a été créée grâce au soutien de la communauté des joueurs pour son projet de loisir Mount & Blade , alors qu'il était encore en phase bêta. L'entreprise a commencé à vendre des copies numériques de la version bêta du jeu en ligne, finançant ainsi le développement de son premier jeu grâce aux revenus des ventes en ligne. 

## Liste des jeux
- Mount and Blade (2008)
- Mount and Blade: Warband (2010)
- Mount and Blade: With Fire and Sword (2011)
- Mount and Blade: Napoleonic Wars (2012)
- Mount and Blade:Viking conquest reforged edition (2014)
- Mount and Blade II: Bannerlord (30 mars 2020)